# 芦沟镇
芦沟镇，是中华人民共和国江苏省盐城市建湖县下辖的一个乡镇级行政单位。

## 行政区划
芦沟镇下辖以下地区：
朝阳社区、五联社区、裴刘社区、联星村、双庆村、芦东村、东升村、芦北村、淳化村、大同村、裴西村、同建村、徐沟村、杏园村、田曹村和红亮村。